# Wewelsburg
Wewelsburg (tysk udtale: [ˈveːvəlsˌbʊɐ̯k]) er et renæssance-slot i Nordrhein-Westfalen, i landsbyen med samme navn.

## Landsbyen
Slottet ligger i landsbyen i samme navn, og denne omgiver slottet på tre kanter. Landsbyen er nu en del af byen Büren med 21 603(2009) indbyggere tæt på byen Paderborn. Wewelsburg har 2 185(2006) indbyggere og ligger langs floden Alme.

## Slottets historie
Slottet blev bygget i sin nuværende form mellem 1603 og 1609, som det andet hjem til fyrstbiskop Dietrich von Fürstenberg. I nutiden fremstår slottet som en ombygning og inkludering af tidligere bygninger på stedet. De første bygninger blev rejst allerede i det 8. århundrede og 9. århundrede, en anden i 1123 af hertug Friedrich von Arnsberg, men denne blev revet ned året efter hans død, af de lokale bønder som havde bekæmpet ham. I 1301 blev stedet solgt til fyrstebiskoppen af Paderborn. I følge et dokument i forbindelse med handelen bestod anlægget på højen af to fæstningslignende bygninger: «Bürensche-» og «Waldecksche-haus», og disse blev integreret i det nuværende anlæg. I perioden frem til 1589 lejede fyrstebiskoppen ejendommen ud til underordnede lensherrer.
Gennem tiderne er slottet blevet ødelaqt flere gange, under Trediveårskrigen i 1646 da det blev stormet og sat i brand af svenske tropper ledet den svenske general Carl Gustaf Wrangel. Efter 1654 blev det ødelagte slot genopbygget af fyrstebiskop Theodor Adolf von der Recke og hans efterfølger Ferdinand von Fürstenberg. Han udførte en del arkitektoniske ændringer da de tre tårne fik den nuværende barokke form.
Under Syvårskrigen (1756–1763) blev kælderrummene sandsynligvis brugt som militærfængsel. Indtil 1802 var der fængselsceller i vesttårnets kælder.
Efter 1802 kom slottet under ejerskab af den preussiske stat under sekulariseringsprosessen, og forfaldt derefter. 1815 blev nordtårnet ødelagt af en større brand hvor kun ydervæggene stod tilbage. I 1924 overtog de lokale myndigheder ejendomsretten, og i 1925 blev det renoveret til at være lokalmuseum, festlokaler og ungdomsherberg
På dette tidspunkt opdagede man, at nordtårnet var det svageste punkt i konstruktionen, og dette blev forstærket med barduner.

## Schutzstaffel
Allerede i 1933 blev slottet besigtiget af Heinrich Himmler i sin egenskab af leder for SS for at undersøge muligheden for at erhverve slottet. Samtidig blev de første planer for ombygninger lagt.
Fra 1934 udlejede de lokale myndigheder slottet til SS for en årlig husleje af én reichsmark.
1938 beordrede Himmler, at alle SS-ringene («Totenkopfringe») efter døde SS-soldater og officerer skulle returneres. Planen var, at disse skulle opbevares i en kiste på slottet og dermed symbolisere, at de døde medlemmer forsat var med i SS. Hvor SS-ringene efter 2. verdenskrig kom hen, er ukendt.
1939 blev den tyske koncentrationslejr, Niederhagen-Wewelsburg oprettet som filiallejr af Sachsenhausen i nærheden af Berlin. Fra 1941-43 var lejren en selvstændig stamlejr og derefter en udekommando af Buchenwald. Fangerne blev overvejende udnyttet til bygningsarbejde på slottet i forbindelse med Heinrich Himmlers planer om at indrette stedet til SS-Führerschule (SS-lederskole) med navnet SS-Schule Haus Wewelsburg, med forskningscenter og kultsted for dyrkelse af den nordiske gud Odin. Af lejrens ca. 3900 fanger omkom 1285.
Efter 1941 blev der udviklet planer om at stedet efter krigen skulle være et mindested som «Verdens midtpunkt».
Da Tysklands nederlag blev tydelig, beordrede Himmler sturmbannführer Heinz Macher, sammen med 15 af sine mænd, den 31. marts 1945, at sprænge Wewelsburg, kun to dage før den amerikanske 3. infanteridivision indtog området.

## Museum og ungdomsherberg
Slottet blev restaureret i årene 1948/49, og genåbnet 29. juni 1950 som museum og ungdomsherberg. Det oprindelige køkken blev ombygget til byens brandstation.
I den tidligere vagtbygning ved slottet findes den permanente erindrings og mindeudstilling: „Ideologie und Terror der SS“, som informerer om SS´s og NSDAP´s historie og SS-overgrebene på civile.
Slottet har over tusind udstillede genstande. Slottet indeholder også et af Tysklands største ungdomsherberger, med 204 senge fordelt på 41 værelser.
Museet har jævnligt specialudstillinger om overgrebene på civile fra 1933 til 1945.
Museet har åbent fra kl. 10–17 tirsdag til fredag, og fra kl. 10 til 18 lørdag, søndag og helligdage.